# Lopardince
Lopardince (cyr. Лопардинце) – wieś w Serbii, w okręgu pczyńskim, w gminie Bujanovac. W 2002 roku liczyła 825 mieszkańców.